# Даві Преппер
Даві Преппер (нід. Davy Pröpper, нар. 2 вересня 1991, Арнем) — нідерландський футболіст, півзахисник.

## Клубна кар'єра

### «Вітесс»
Народився 2 вересня 1991 року в місті Арнем. Вихованець футбольної школи клубу «Вітесс». 17 січня 2009 року в матчі проти НЕКа він дебютував за команду в Ередівізі, замінивши Кевіна ван Дірмена. 14 серпня 2010 року в матчі проти «Аякса» Даві забив свій перший гол. На початку 2013 року він отримав травму коліна, але вже через місяць зміг вийти на поле. Загалом у рідному клубі провів шість сезонів, взявши участь у 134 матчах чемпіонату. Більшість часу, проведеного у складі «Вітесса», був основним гравцем команди.

### ПСВ

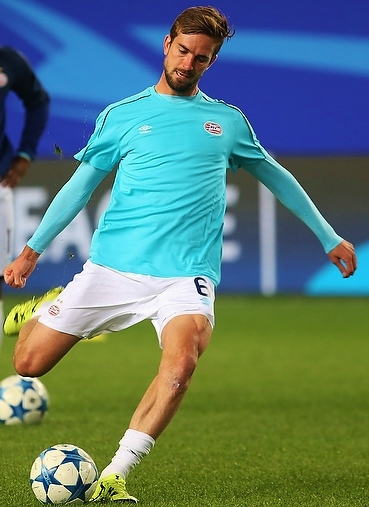
Даві Преппер під час виступів за ПСВ. 2015 рік.

13 липня 2015 року Даві підписав п'ятирічний контракт із ПСВ. 2 серпня в матчі Суперкубка Нідерландів проти «Гронінгена» він дебютував за нову команду. Ейндговені здобули переконливу перемогу і Преппер став володарем першого трофея в складі ПСВ. 12 вересня у поєдинку проти «Камбюра» він забив свій перший гол за команду. 27 жовтня в поєдинку Кубку Нідерландів проти «Генемейдена» Даві забив гол. Через чотири дні у матчі проти «Де Графсхапа» він зробив «дубль». 8 грудня у заключному матчі групового етапу Ліги чемпіонів проти московського ЦСКА Даві забив гол, який дозволив ПСВ вийти в 1/8 фіналу турніру.
28 вересня 2016 року в матчі Ліги чемпіонів проти російського «Ростова» Даві забив гол. У сезоні 2016/17 Преппер забив 6 м'ячів і віддав 7 гольових передач в 34 матчах.

### «Брайтон енд Гоув»
7 серпня 2017 року гравець перейшов у англійський «Брайтон енд Гоув Альбіон», підписавши контракт на чотири роки. Сума трансферу склала 13 мільйонів євро. 12 серпня в матчі проти «Манчестер Сіті» він дебютував у англійській Прем'єр-лізі. Перший гол за «Брайтон» Преппер забив 26 лютого 2019 року у ворота «Лестер Сіті». Станом на 26 липня 2020 року відіграв за клуб з Брайтона 100 матчів в національному чемпіонаті.

## Виступи за збірні
2009 року дебютував у складі юнацької збірної Нідерландів, взяв участь у 10 іграх на юнацькому рівні. З командою до 19 років був учасником юнацького чемпіонату Європи 2010 року у Франції, на якому зіграв у двох матчах.
Протягом 2012—2013 років залучався до складу молодіжної збірної Нідерландів. На молодіжному рівні зіграв у 9 офіційних матчах, забив 1 гол і у 2012 році зіграв з командою на Турнірі в Тулоні.
5 червня 2015 року дебютував в офіційних іграх у складі національної збірної Нідерландів в товариському матчі проти збірної США, замінивши у другому таймі Робіна ван Персі.
3 вересня 2017 року в двобої відбіркового турніру чемпіонату світу 2018 проти збірної Болгарії Даві зробив «дубль», забивши свої перші голи за національну команду.
Влітку 2019 року був включений у фінальну заявку збірної на Фінал чотирьох Ліги націй УЄФА 2019 року.
| Дата       | Місто     | Господарі         | Результат  | Гості       | Турнір                               | Голи | Примітки |
| ---------- | --------- | ----------------- | ---------- | ----------- | ------------------------------------ | ---- | -------- |
| 5-6-2015   | Амстердам | Нідерланди        | 3 – 4      | США         | товариський матч                     | -    | 57'      |
| 1-9-2016   | Ейндговен | Нідерланди        | 1 – 2      | Греція      | товариський матч                     | -    | 65'      |
| 7-10-2016  | Роттердам | Нідерланди        | 4 – 1      | Білорусь    | Відбір до ЧС 2018                    | -    | 46'      |
| 10-10-2016 | Амстердам | Нідерланди        | 0 – 1      | Франція     | Відбір до ЧС 2018                    | -    | 70' 84'  |
| 4-6-2017   | Роттердам | Нідерланди        | 5 – 0      | Кот-д'Івуар | товариський матч                     | -    | 63'      |
| 3-9-2017   | Роттердам | Нідерланди        | 3 – 1      | Болгарія    | Відбір до ЧС 2018                    | 2    | 86'      |
| 7-10-2017  | Борисов   | Білорусь          | 1 – 3      | Нідерланди  | Відбір до ЧС 2018                    | 1    | 83'      |
| 14-11-2017 | Бухарест  | Румунія           | 0 – 3      | Нідерланди  | товариський матч                     | -    | 62'      |
| 23-3-2018  | Амстердам | Нідерланди        | 0 – 1      | Англія      | товариський матч                     | -    | 66'      |
| 26-3-2018  | Женева    | Португалія        | 0 – 3      | Нідерланди  | товариський матч                     | -    |          |
| 31-5-2018  | Трнава    | Словаччина        | 1 – 1      | Нідерланди  | товариський матч                     | -    | 75'      |
| 6-9-2018   | Амстердам | Нідерланди        | 2 – 1      | Перу        | товариський матч                     | -    | 46'      |
| 9-9-2018   | Париж     | Франція           | 2 – 1      | Нідерланди  | Ліга націй УЄФА 2018-2019 - 1-й етап | -    |          |
| 21-3-2019  | Роттердам | Нідерланди        | 4 – 0      | Білорусь    | Відбір до ЧЄ 2020                    | -    | 46'      |
| 6-6-2019   | Гімарайнш | Нідерланди        | 3 – 1 д.ч. | Англія      | Ліга націй УЄФА 2018-2019 - півфінал | -    | 91'      |
| 6-9-2019   | Гамбург   | Німеччина         | 2 – 4      | Нідерланди  | Відбір до ЧЄ 2020                    | -    | 58'      |
| 9-9-2019   | Таллінн   | Естонія           | 0 – 4      | Нідерланди  | Відбір до ЧЄ 2020                    | -    |          |
| 16-11-2019 | Белфаст   | Північна Ірландія | 0 – 0      | Нідерланди  | Відбір до ЧЄ 2020                    | -    | 36'      |
| 19-11-2019 | Амстердам | Нідерланди        | 5 – 0      | Естонія     | Відбір до ЧЄ 2020                    | -    |          |
| Усього     |           | Матчів            | 19         |             | Голів                                | 3    |          |

## Титули і досягнення
- Чемпіон Нідерландів (1):

ПСВ: 2015–2016
- Володар Суперкубка Нідерландів (3):

ПСВ: 2015, 2016, 2021